# Renault Sport

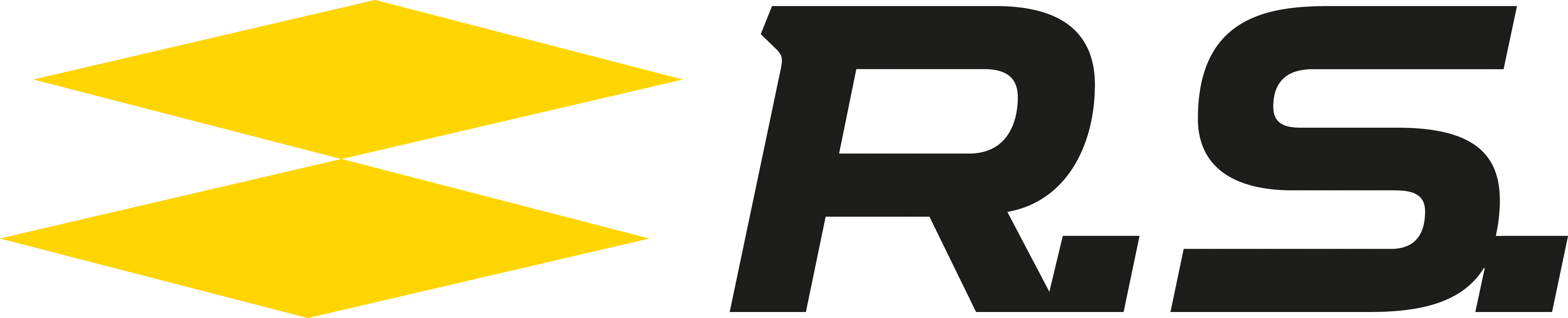
Logo Renault Sport

Renault Sport, Renault Sport Technologies, Renaultsport, RST – oddział francuskiej firmy Renault. Jest oddziałem przeznaczonym do sportów motorowych.

## Organizacja

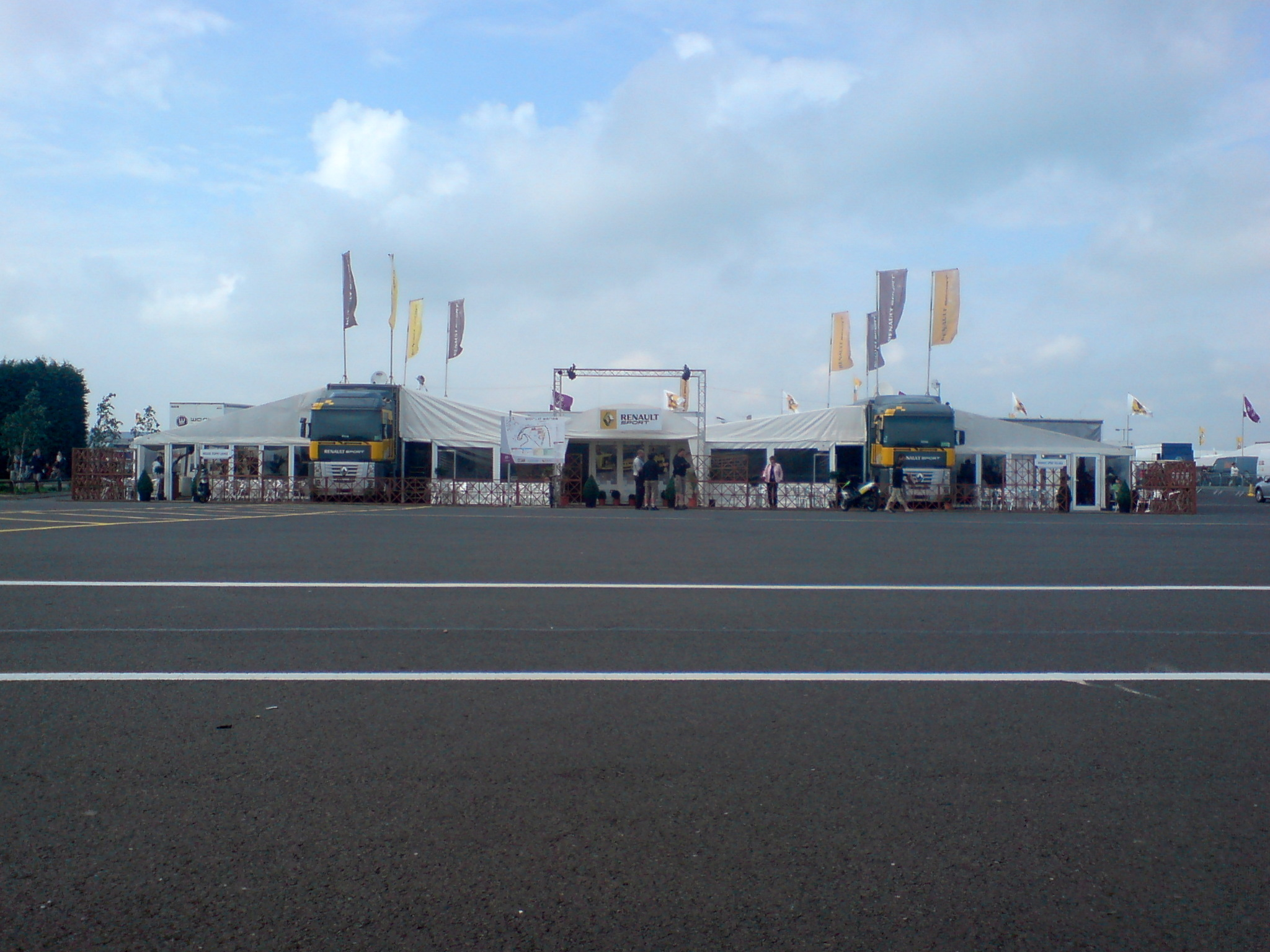
Renault Sport na Silverstone Circuit w World Series by Renault

- Producent sportowych modeli samochodów (z Alpine), np. Mégane Renault Sport i Renaultsport Clio 197.
- Konkurent w imprezach motorowych (z wyłączeniem Formuły 1)
  - Rally i wyścigi na torze
  - Organizacja mistrzostw jednego modelu pojazdu Renault
- Organizator i/lub sponsor Formuły Renault.
- Organizator World Series by Renault: Formuła Renault 3.5 (2005–2015), Megane Trophy i Europejski Puchar Formuły Renault 2.0
- Akcjonariusz w SMA, producent silników lotniczych, partner RST, EADS i SAFRAN.

## Mistrzostwa
Renault Sport organizuje wiele krajowych i międzynarodowych mistrzostw.
- Formuła Renault 3.5
- Formuła Renault 2.0
- Formuła Renault 1.6
- Renault Cup and Renault Eurocup
- Renault Maxi
- Dacia Logan Cup

## Renault w sportach motorowych
Renault bierze również udział w innych seriach wyścigowych, ale nie jako Renault Sport.
- Renault Clio
  - Francuskie mistrzostwa Super Production
  - Mistrzostwa Belgii Procar
  - BTCC z Renault Clio Williams
  - Endurance Touring Car Series
- Renault Mégane
  - TC 2000 Argentyna (od 1984)
- Renault Spider
  - Mistrzostwa Hiszpanii GT
- Renault 8 Gordini
  - Springbok Series (1966–1971)[1]
- Renault 4CV
  - 24h Le Mans (1949–1954)[2]
  - Renault Alpine A110 W 1971 roku osiągnęła 1-2-3 miejsce w rajdzie Monte Carlo, samochody z silnikami Renault R16. W 1973 roku powtórzył się wynik w Monte Carlo 1-2-3 i wygrania World Rally Championship w klasyfikacji końcowej.